# Llista de diputats al Parlament Europeu en representació de Letònia (VI Legislatura)
Aquesta és una llista dels diputats en representació de Letònia durant la VI Legislatura del Parlament Europeu (2004–09).

## Llista
| Nom                | Partit Nacional                        | Grup Europeu |
| ------------------ | -------------------------------------- | ------------ |
| Georgs Andrejevs   | Via Letona                             | ALDE         |
| Valdis Dombrovskis | Partit de la Nova Era                  | PPE          |
| Guntars Krasts     | Per la Pàtria i la Llibertat/LNNK      | UEN          |
| Ģirts Kristovskis  | Per la Pàtria i la Llibertat/LNNK      | UEN          |
| Aldis Kušķis       | Partit de la Nova Era                  | EPP–ED       |
| Rihards Pīks       | Partit Popular                         | PPE          |
| Inese Vaidere      | Per la Pàtria i la Llibertat/LNNK      | UEN          |
| Tatjana Ždanoka    | Pels Drets Humans en una Letònia Unida | G–EFA        |
| Roberts Zīle       | Per la Pàtria i la Llibertat/LNNK      | UEN          |

### Partits amb representació
| Partit Nacional                        | Grup Europeu | Escons | ± |
| -------------------------------------- | ------------ | ------ | - |
| Per la Pàtria i la Llibertat/LNNK      | UEN          | 4/9    |   |
| Partit de la Nova Era                  | PPE          | 2/9    |   |
| Pels Drets Humans en una Letònia Unida | G–EFA        | 1/9    |   |
| Partit Popular                         | PPE          | 1/9    |   |
| Via Letona                             | ALDE         | 1/9    |   |